# K-9 and Company
K-9 and Company é um episódio piloto para televisão, feito com a proposta de um spin-off da série britânica de ficção científica Doctor Who. A série apresenta a personagem Sarah Jane Smith (Elisabeth Sladen), uma jornalista investigativa apresentada na 11ª temporada clássica de Doctor Who, e seu cachorro robótico K-9 (dublado por John Leeson). O único episódio, "A Girl's Best Friend", foi transmitido pela BBC One como um especial de natal em 28 de dezembro de 1981, porém não foi desenvolvido em uma série devido a divergências entre os executivos da BBC. Foi o primeiro spin-off televisionado de Doctor Who.
O episódio se passa no vilarejo fictício de Moreton Harwood em 1981, onde Sarah e K-9 investigam o desaparecimento de Brendan Richards (Ian Sears), o cuidador da tia de Sarah, Lavinia (Mary Wimbush), ao mesmo tempo em que aparecem rumores sobre a prática de bruxaria na região.
Sob uma nova equipe de produção, o conceito geral da série foi desenvolvido posteriormente em The Sarah Jane Adventures, que foi ao ar entre 2007 e 2011, apresentado ambos os personagens principais, apesar de K-9 apenas aparecer em alguns episódios.

## "A Girl's Best Friend"

### Enredo
Sarah Jane Smith visita sua tia Lavinia — que foi ocasionalmente mencionada mas nunca vista na série original. Quando ela chega na casa de sua tia, no entanto, ela descobre que Lavinia foi passar o natal em um tour de palestras nos Estados Unidos. Sarah fica desapontada pela possibilidade de passar mais um natal sem sua família. O cuidador de Lavinia, Brendan Richards, interrompe seu momento de reflexão sobre o súbito sumiço de sua tia. Depois de buscá-lo na estação de trem, eles voltam para casa e descobrem uma grande caixa que está esperando por Sarah há vários anos. Ao abrí-la, eles encontram um cachorro robótico chamado K-9. Após sua ativação, Sarah diz que deve ter sido um presente do Doutor.
A curiosidade de Brendan sobre K-9 é igualada pela preocupação de Sarah com a ausência de Lavinia. Eles então se separam e seguem esses dois mistérios. Sarah vai para a cidade interrogar os moradores locais, enquanto Brendan fica para trás para testar as habilidades do novo "pet" de Sarah. Na cidade, Sarah descobre que sua tia passou a ser mal-vista por causa de suas cartas contundentes aos editores do jornal local sobre a prática de bruxaria no vilarejo. Brendan é atacado enquanto usa K-9 para analisar amostras de solo do jardim de Lavinia. Seus agressores, George Tracey e seu filho Peter, estão ligados ao clã local. George Tracey foge antes que Brendan possa dar uma boa olhada nele, porém K-9 utiliza sua arma laser para atordoar Peter antes de sair em busca de George. Peter é imobilizado e interrogado por Brendan, mas foge quando Brendan sai para investigar um som estrdente, que descobre ser a destruição acidental de uma estufa por K-9 em sua perseguição a George.
Como George é, na verdade, o jardineiro de Lavinia, ele é naturalmente chamado na manhã seguinte para investigar os danos que a perseguição de K-9 causou à estufa. Depois que Brendan tenta se gabar do equilíbrio do pH do solo, George comenta que a jardinagem tem mais a ver com respeito pela natureza do que com teoria científica. Mais tarde naquela noite, ele envia seu filho para sequestrar Brendan, que estava adormecido dentro da casa. Desta vez, o agressor de Brendan sucede, enquanto Sarah está em outro lugar da casa, lendo sobre a prática local de bruxaria.
Sarah suspeita cada vez mais de George, acreditando que ele teria a oportunidade de cometer o crime, mesmo que ela ainda não consiga identificar o motivo. Ela encontra uma maneira de esconder K-9 na casa de George e o cachorro robótico monitora silenciosamente, até que finalmente ouve uma conversa que implica que George é um membro do clã, que está envolvido na prática de bruxaria. Ele também descobre que George pretende matar Brendan em um ritual de assassinato.
Quando George sai de sua casa, Sarah consegue recuperar K-9, que alerta sua nova dona sobre o crime iminente. Ela não tem como conseguir a ajuda da polícia local ou de qualquer outra pessoa na cidade, já que ela não pode fundamentar sua afirmação de ter ouvido a conversa sem ter que explicar o que K-9 realmente é.
Ao perceber que ela e K-9 estão sozinhos, Sarah tenta descobrir como impedir o sacrifício de Brendan. Sua primeira tarefa é determinar quando isso acontecerá. Utilizando os livros de sua tia sobre bruxaria, ela e K-9 deduzem que o ritual deve ocorrer à meia-noite do solstício de inverno, que aconteceria apenas algumas horas depois. A localização precisa é mais difícil de conseguir, fazendo com que a dupla dirija pelo vilarejo olhando todas as igrejas. À medida que os últimos minutos antes da meia-noite passam, eles finalmente percebem que há uma capela abandonada na propriedade de Lavinia. Correndo para casa, K-9 e Sarah ficam chateados por terem perdido algo que estava bem debaixo de seus narizes o tempo todo.
Eles chegam bem a tempo de K-9 usar seu laser para impedir que o sacerdote e a sacerdotisa do clã enfiem uma faca no peito de Brendan. Agora atordoados, os líderes do grupo são facilmente detidos pela polícia.
Finalmente capaz de comemorar o natal, Sarah recebe um telefonema de sua tia. Ela está surpresa por Sarah estar preocupada com ela, já que ela deixou instruções para seu parceiro de negócios enviar um telegrama para Sarah. Esse parceiro era, na verdade, o Sumo Sacerdote do clã. Sarah ri e diz à sua tia que tem uma história para contar sobre por que essa mensagem nunca chegou até ela. Enquanto isso, K-9 tenta se conectar com o feriado humano do seu próprio jeito, aprendendo a cantar "We Wish You a Merry Christmas", música tradicional de natal do Reino Unido.

## Recepção
O episódio piloto atraiu 8,4 milhões de espectadores na transmissão original. No entanto, apesar dos bons números, não foi dado prosseguimento à série. Na Doctor Who Magazine #The Mighty 200, periódico sobre a série original e relacionadas, os fãs da série deram 51,55% de aprovação para o episódio.